# Vlagyimir Andrejevics Artyemjev
Vlagyimir Andrejevics Artyemjev (oroszul: Владимир Андреевич Артемьев) (Szentpétervár, 1885. június 24. vagy július 6. – Moszkva, 1962. szeptember 11.) orosz/szovjet rakétatervező.

## Életpálya
1905-ben végzett gimnáziumot Szentpéterváron, majd önként jelentkezve részt vett az orosz–japán háborúban. Bátorságáért előléptették altisztnek. 1908-ban kadét iskolába került. Tanulmányai után a breszt-litovszki erődbe került. Az erőd laboratóriumában  fáklyákat készített. 1915-ben Moszkvába került, ahol tüzérségi adminisztrátor lett. 1920-ban Nyikolaj Tyihomirov legközelebbi segédje lett. 1922. szeptember 22-én letartóztatták, három évig táborban dolgozott. Szabadulása után 1925-ben visszatért munkájához.
1928. március 3-án sikeresen indították az első füstmentes lőportöltetű rakétát.
A GDL és GIRD egyesítésével 1933 végén megalakították az RNII-t (Rakétakutató Intézet).
Szakmai irányítása mellett készült el az RSZ–82 és a RS–132 a második világháború idején gyártott és használt szovjet repülőgép-fedélzeti nem irányított rakéta. Az RSZ–82 javított változatát a Katyusa rakéta-sorozatvetőnél, az RSZ–132 javított változatát csatarepülőgépeken alkalmazták. A háborút követően számos kutató- és tervező intézetben vezető tervezőként foglalkozott rakéta fejlesztéssel.

## Szakmai sikerek
- Kétszer kapta meg a Sztálin-díjat.
- Több kitüntetéssel ismerték szakmai munkáját.
- Emlékére nevét a Hold túlsó oldalán kráter viseli.